# Myrioblephara signata
Myrioblephara signata là một loài bướm đêm trong họ Geometridae.